# Ocnogyna nordstroemi
Ocnogyna nordstroemi är en fjärilsart som beskrevs av Brandt 1947. Ocnogyna nordstroemi ingår i släktet Ocnogyna och familjen björnspinnare. Inga underarter finns listade i Catalogue of Life.